# Europa Plus
Europa Plus (rusky Европа Плюс) je první ruská komerční radiostanice vysílající ve formátu CHR.[zdroj⁠?!] Europa Plus začala vysílat 30. dubna 1990. Stanice vysílá na FM/VKV. Vysílá v zemích: Rusko, Ukrajina, Bělorusko, Kyrgyzstán, Kazachstán, Lotyšsko a Moldavsko. Stanici je také možné naladit na internetu. Europu Plus je možné naladit ve více než 300 městech Ruska. Věkový rozsah posluchačů je mezi 18–35 lety.[zdroj⁠?!]